# Afrogamasellus lootsi
Afrogamasellus lootsi är en spindeldjursart som beskrevs av Hurlbutt 1974. Afrogamasellus lootsi ingår i släktet Afrogamasellus och familjen Rhodacaridae. Inga underarter finns listade i Catalogue of Life.